# Chris Zylka
Chris Zylka (Warren, Ohio, 9 de mayo de 1985) es un actor y modelo estadounidense de origen ucraniano.

## Vida y carrera
Asistió a Howland High School y se graduó en 2003. Es de la Iglesia ortodoxa rusa. Sus aficiones son tocar la guitarra, pintar, béisbol y leer. Asistió a la Universidad de Toledo en Ohio. Actualmente reside en Los Ángeles.
Mantuvo una relación con la actriz Lucy Hale, protagonista de la serie Pretty Little Liars, pero decidieron terminar.
Ha tenido el papel de Gabe Lammatti en la serie original de Disney Channel, Hannah Montana. Chris apareció en el vídeo de Dangerous Muse de "The Rejection". 
El 20 de noviembre de 2010, Zylka anunció por su Twitter que interpretaría a Flash Thompson en The Amazing Spider-Man.
En 2011, formó parte de la serie The Secret Circle, en el papel de Jake Armstrong.
Chris se considera un fan leal de Kurt Cobain.
Zylka mantuvo una relación con París Hilton desde el año 2015 hasta 2018. A inicios del año 2018, se comprometieron. En noviembre de 2018 terminaron su relación.

## Filmografía
| Año       | Título                     | Papel          | Notas |
| --------- | -------------------------- | -------------- | --- |
| 2008      | 90210                      | Jason          | "Games People Play" (temporada 1, episodio 10)                                                                      |
| 2008–2009 | Everybody Hates Chris      | Recurring Role | "Everybody Hates James", "Everybody Hates Big Bird", "Everybody Hates Tattaglia" (temporada 1, episodios 1, 10, 22) |
| 2009      | Hannah Montana             | Gabe Lammatti  | "Knock Knowck Knockin' On Jackson's Heads" (temporada 3, episodios 11) "Promma Mia" (temporada 3, episodios 14)     |
| 2009      | Cougar Town                | BJ             | "Pilot" (temporada 1, episodio 1)                                                                                   |
| 2009–2010 | Zeke and Luther            | Doyce Pluck    | "Not My Sister's Keeper", "Pluck Hunting" (temporadas 1, 2)                                                         |
| 2009-2010 | 10 Things I Hate About You | Joey Donner    | Recurrente (temporada 1)                                                                                            |
| 2011-2012 | The Secret Circle          | Jake Armstrong | Personaje recurrente (episodios 6-9, temporada 1) Personaje regular (episodios 10-22, temporada 1)                  |
| 2013      | Twisted                    | Tyler Lewis    | 4 episodios |
| 2014-2017 | The Leftovers              | Tom Garvey     | |

| Año  | Título                                    | Papel                            | Notas                              |
| ---- | ----------------------------------------- | -------------------------------- | ---------------------------------- |
| 2009 | The People I've Slept With                | Sr. Hottie                       |                                    |
| 2009 | My Super Psycho Sweet 16                  | Brigg Jenner                     |                                    |
| 2010 | Kaboom                                    | Thor                             |                                    |
| 2010 | My Super Psycho Sweet 16: Part 2          | Brigg Jenner                     | Estrenada el 22 de octubre de 2010 |
| 2011 | Shark Night 3D                            | Blake                            |                                    |
| 2012 | Piranha 3DD                               | Kyle                             |                                    |
| 2012 | My Super Psycho Sweet 16: Part 3          | Brigg Jenner                     |                                    |
| 2012 | The Amazing Spider-Man                    | Flash Thompson                   |                                    |
| 2014 | The Amazing Spider-Man 2: Rise of Electro | Flash Thompson, escena eliminada |                                    |
| 2015 | Bare                                      | Haden                            | Coprotagonista                     |